# Kamaiole
Kamaiʻole je bio poglavica havajskog Velikog otoka, spomenut u havajskim pojanjima i legendama. Postao je „kralj” (Aliʻi Nui) tako što je uzurpirao prijestolje.
Prema Davidu Malou, Kamaiʻole je uzurpirao kraljevstvo Kanipahua Havajskog, koji je pobjegao na otok imenom Molokai. Kamaiʻole je seksualno iskorištavao mnoge žene te su njegovi podanici bili veoma ljuti na njega. Kada više nisu mogli trpjeti njegovu strahovladu, upitali su svećenika Paʻaoa kako da ubiju Kamaiʻolea.
Kamaiʻolea je ubio Kalapana Havajski, koji ga je naslijedio.